# Премьер Палас
Премьер Палас — пятизвёздочный отель, расположенный в центре Киева и входящий в сеть гостиниц Premier Hotels and Resorts. Отель имеет долгую столетнюю историю, на протяжении которой несколько раз менял своё название и вид. На данный момент в отеле имеется 8 этажей, 289 номеров и 3 ресторана.

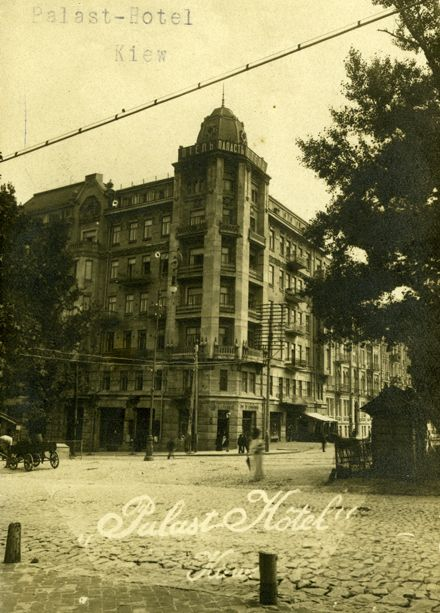
Отель в 1918 году.

## История
Строительство отеля началось в 1909 году. Руководителями были архитекторы из Одессы Адольф Минкус и Федор Траупянский. В то время гостиница носила название «Паласт-Отель» (англ. Palast-Hotel).
Современный Premier Palace Hotel состоит из двух зданий. Основная часть со входом находится на Пушкинской улице, как раз она изначально и планировалась как отель. Вторая часть выходит на бульвар Шевченко, в 1895 году она была куплена купцом Львом Гинзбургом. В 1908 году он снёс стены до основания, а в 1911 начал сдавать здание как доходный дом.
Заведение открылось в 1912 году. На тот момент в отеле насчитывалось 150 номеров, в которых были доступны такие удобства как электричество, телефон и водоснабжение. По желанию гостей подавались кареты, а ресторан и кафе могло посещать одновременно до тысячи человек. В то время гостиницей руководил арендатор – Яков Целлермайер, гражданин Австро-Венгрии, проживавший на тот момент в Киеве. Он арендовал здание за 36 000 рублей в год и активно проводил рекламу отеля. Например, в Киеве в 1913 году проходила Всероссийская выставка, на которую съехалось много гостей, которые остановились в его отеле.
Период 1914-1921 годов был сложным для отеля. В 1918 году здание было повреждено в результате обстрела Киева российской артиллерией. В этом же году гетман Украинской державы Павел Скоропадский скрывался в одном из номеров гостиницы, где и подписал документ об отречении от власти, после чего бежал в Берлин.
После укрепления советской власти в Украине в 1919 году отель продолжал оставаться самым большим в Киеве. Гостиница была частично разрушена во время Великой Отечественной войны в 1943 году, когда немецкие войска покидали город.
Во время послевоенной реконструкции отеля в 1949 году было принято решение соединить бывшее гостиничное здание на углу с соседним по бульвару Шевченко, которое  ранее принадлежало Гинзбургу. В тот момент общая площадь отеля составляла более 3000 метров.
В 1951 году директором отеля стал Сергей Филимонович Цапенко, а в 1953 гостиница была переименована в «Украину».
С 1959 по 1981 гостиницей руководил бывший военный пилот и ветеран Великой Отечественной войны Илья Прокопович Михайленко.
Некоторое время отелем руководили В.Ф. Криулин и Ю.П. Халипов. В 1999 году началась ещё одна реконструкция гостиницы.
В 2001 году отелю был присвоен статус пятизвёздочного.

## Обзор
Гостиница расположена в самом центре Киева — на пересечении бульвара Шевченко и улицы Пушкинской. Из окон здания виднеется тополиная аллея, а неподалёку от гостиницы находится Владимирский собор, Ботанический сад им. Фомина, Бессарабский рынок, улица Крещатик и Национальный музей искусств имени Богдана и Варвары Ханенко.
У отеля есть коллекция картин, в которой насчитывается 274 экспонатов, а интерьер гостиницы дополняется винтажными предметами искусства.
Номера
Всего в отеле 285 номеров, которые делятся на 19 типов. Помимо стандартных и классических номеров, имеются именные и тематические номера, названные в честь знаменитостей, когда-либо посещавших данный отель или в память о них.
Среди тематических делюксов: «Роксолана», названный в честь правительницы Османской Империи, оформленный в восточном стиле; «Гетман», названный в честь Павла Скоропадского в стиле украинского барокко; «Фэн-Шуй», который, исходя из названия, имеет японскую тематику; «Хай-тек», оборудованный «по последнему слову моды и техники» и «Булгаков», посвящённый писателю. Также есть специальные свадебные апартаменты для молодожёнов.
Среди именных люксов: «Высоцкий», обустроенный в тёмно-синих тонах, «Серж Лифарь», «Любовь Орлова» и «Вертинский», на стенах которого висят старые афиши в рамках и тексты песен певца.
Самый дорогой номер — пятикомнатный президентский в пентхаусе площадью 171 м². В этот номер входит спальня с двухметровой кроватью, каминный зал, столовая, гостевая спальня, три санузла, сауна и джакузи, гардеробная, небольшая кухня и библиотека, где собраны оригиналы произведений английской, французской русской и немецкой литературы и полное собрание Энциклопедии Брокгауза и Ефрона в 86 томах. Также в обслуживание номера входят отдельная стойка регистрации и банкомат, пресса, персональный дворецкий и персональная охрана. Есть ещё и королевские апартаменты, а между этими двумя номерами — переговорная комната. По желанию клиента могут соединить два номера, заняв таким образом весь этаж.
В гостинице запрещено курение, но имеется «Cigar Lounge» на первом этаже. Также представлены номера для аллергиков – с деревянным полом без ковролина и гипоаллергенными подушками. Кроме того, есть 3 номера для людей с ограниченными физическими возможностями.
Рестораны
В Premier Palace Hotel есть три ресторана при отеле:
Ресторан «Atmosfera» открылся в 2012 году. Ресторан расположен на крыше отеля, его интерьер выдержан в современном стиле, а площадка разделена на открытую и закрытую зоны. По четвергам, пятницам и субботам в ресторане играет диджей, также здесь есть танцпол и подиум, а меню ресторана зависит от сезона. Заведение работает исключительно в тёплое время года.
Ресторан «Terracotta» находится на 8 этаже отеля, его интерьер оформлен в классическом стиле. В декоре использован мрамор, дерево, кожа и перламутр. В основном зале ресторана есть пианино. Живая музыка звучит ежедневно, а по вечерам четверга, пятницы и субботы можно услышать живой вокал или саксофон. В ресторане открыта винная комната, также в зале находится дижестивная тележка с портвейном. Меню зависит от сезона.
Ресторан «Ikigai» открылся в 2016 году. Ресторан расположен на первом этаже отеля, с отдельным входом с улицы Пушкинская. Интерьер оформлен в традиционном японском стиле, а в меню японская кухня. В дизайне заведения преобладают стекло, камень, керамика и натуральное дерево, помещение украшено картинами. Колоны делят основной зал на две зоны. В ресторане имеется небольшой бар и суши-бар, а неподалеку расположены аквариумы с рыбой, лобстерами и крабами, которых могут приготовить по желанию посетителей. Также в ресторане есть два тепан-зала, три VIP-комнаты. Название ресторана является японским термином, которое переводится как «приобретение смысла жизни».
Другие услуги
Также отель предоставляет посетителям такие услуги как фитнес-залы, кондиционеры и подогрев полов.

## Финансы
В 2013 году чистый убыток отеля увеличился на 49,1% по сравнению с 2012 годом — до 122,03 млн грн. Суммарная дебиторская задолженность выросла на 34,6% — до 11,77 млн грн. Непокрытый убыток отеля вырос на 22,6% и составил 661,5 млн грн.
В 2015 году чистый убыток отеля сократился на 3,7% по сравнению с 2014 годом и составил 559,278 млн грн, чистый доход – увеличился в 1,6 раза, до 181,813 млн грн.
В 2016 году отель сократил чистый убыток в три раза по сравнению с 2015 годом — до 193 млн грн.
В 2017 году Укргазбанк предоставил отелю кредит на 979,51 млн грн. 1 февраля истёк срок действия кредитного договора от 20 июля 2007 года, заключенного с ВТБ Банком. Согласно условиям договора, в случае несвоевременного погашения долга, отель должен выплатить банку неустойку в размере 30% годовых просроченной суммы. В июне гостиница обратилась в Киевский хозяйственный суд с иском против ВТБ Банка, требуя внести изменения в договор. 13 июня гостинице было отказано в удовлетворении иска. В июле отель обратился в хозсуд с обжалованием и просьбой удовлетворить иск. Однако согласно постановлению от 23 августа 2017 года, хозсуд оставил без удовлетворения апелляционную жалобу гостиницы. В этом же году стало известно, что гостиница Русь приобретёт 24,95% акций Premier Palace Hotel. Также, согласно журналу «Новое время», по итогам 2017 года отель получил чистую прибыль в размере 860,6 млн грн в сравнении с чистым убытком 193,3 млн грн годом ранее.

## Нарушения
В начале октября 2011 года милиция закрыла подпольное казино гостиницы. В игорном заведении работали восемь столов для игры в покер и три — для рулетки. В связи с этим 7 ноября суд Киева оштрафовал гостиницу на 6,9 млн гривен.

## Награды
В 2009 году отель получил оценку в шесть звёзд и семь полос по классификации организации Seven Stars and Stripes. В этом же году консьерж гостиницы Сергей Тихий стал первым и единственным в Украине обладателем одной из наград Международного союза консьержей гранд отелей «Les Clefs d’O» – «Золотых ключей консьержа».
В 2013 году отель победил в номинации «Лучший исторический отель года» ежегодной премии в сфере гостеприимства Hospitality Awards.
В 2015 году отель победил в номинации «Лучшая маркетинговая кампания» по версии Ukrainian Hospitality Awards. В этом же году отель занял 16-е место в рейтинге 25 лучших отелей Украины по версии туристического сервиса TripAdvisor.

## Сноски
Примечания
1. ↑  В тот момент он включал в себя 136 номеров[2].
2. ↑  В данном номере присутствуют дубовый паркет, пика с конским волосом на стене, волчья шкура на кровати и т. д.[4]
3. ↑  В номере имеется необычная планировка – комнаты расположены как бы буквой «М», на стене висит кот Бегемот, а потолки синие, «как ночное небо»[4].
4. ↑  По состоянию на 31 декабря 2016 года задолженность отеля по кредиту составила 55 тыс. долларов[15].

Источники
1. ↑  Турликьян, Татьяна. Сам себе экскурсовод: прогулка по улице Пушкинской в Киеве. styler.rbc.ua. РБК-Украина (2 сентября 2016). Дата обращения: 8 декабря 2019. Архивировано 26 апреля 2019 года.
2. 1 2  Лебедева, Катерина. ТОП-5 ИСТОРИЧЕСКИХ ОТЕЛЕЙ КИЕВА. gordonua.com. Гордон. Дата обращения: 8 декабря 2019. Архивировано 6 декабря 2019 года.
3. ↑  Готель «Прем’єр Палац» — старовинний готель Києва з унікальною історією, що тісно пов`язана з історією Києва. (укр.). vgorodok.com (18 декабря 2014). Дата обращения: 9 декабря 2019. Архивировано 9 декабря 2019 года.
4. 1 2 3 4 5 6  Фонтаний Екатерина, Афанасиенко Елена. "Пятизвездочная столица": через год у украинских супергостиниц появится мощный конкурент. www.segodnya.ua. Сегодня (30 июля 2007). Дата обращения: 11 декабря 2019. Архивировано 6 декабря 2019 года.
5. 1 2  5 тайн, которые хранит Premier Palace Hotel в Киеве. vogue.ua. Vogue (29 октября 2019). Дата обращения: 11 декабря 2019. Архивировано 6 декабря 2019 года.
6. 1 2 3  Горобина, Олесь. 100-летняя история Премьер Паласа: Любовь Орлова упражнялась в гимнастике, а Патрисия Каас привозила Текилу. www.unian.net. УНИАН (14 мая 2009). Дата обращения: 9 декабря 2019. Архивировано 10 декабря 2019 года.
7. ↑  Романенко, Наталья. Кому принадлежат самые дорогие гостиницы Украины. biz.censor.net.ua. Бизнес цензор (29 марта 2018). Дата обращения: 11 декабря 2019. Архивировано 1 марта 2019 года.
8. ↑  Ночь с президентом: самые дорогие номера в отелях Киева. finance.bigmir.net. Bigmir)net. Дата обращения: 11 декабря 2019. Архивировано 9 декабря 2019 года.
9. ↑  Пустовойт, Елена. Ресторан Atmosfera. Между небом и землей. cf.ua. Cityfrog (15 августа 2016). Дата обращения: 11 декабря 2019. Архивировано 9 декабря 2019 года.
10. ↑  ЭКСПЕРТЫ НАЗВАЛИ ЛУЧШИЕ ТЕРРАСЫ НА КРЫШЕ В КИЕВЕ. lenta.ua. Lenta.ua. Дата обращения: 11 декабря 2019. Архивировано 10 декабря 2019 года.
11. ↑  Пустовойт, Елена. Ресторан Terracotta: в поисках идеальных стандартов. cf.ua. Cityfrog (22 декабря 2017). Дата обращения: 11 декабря 2019. Архивировано 9 декабря 2019 года.
12. ↑  Пустовойт, Елена. Японская философия в ресторане «IKIGAI». cf.ua. Cityfrog (14 ноября 2016). Дата обращения: 11 декабря 2019. Архивировано 9 декабря 2019 года.
13. ↑  Киевская гостиница "Премьер Палас" в 2013 г. увеличила чистый убыток на 49,1%. delo.ua. Delo.ua (7 марта 2014). Дата обращения: 25 февраля 2020. Архивировано 25 февраля 2020 года.
14. 1 2  Столичная гостиница "Русь" приобретет 24,95% акций киевского "Премьер Палаца". interfax.com.ua. Интерфакс-Украина (1 февраля 2017). Дата обращения: 23 февраля 2020. Архивировано 23 февраля 2020 года.
15. 1 2 3  Укргазбанк предоставит кредиты гостиницам "Днестр" и "Премьер Палац" на 1,1 млрд грн. interfax.com.ua. Интерфакс-Украина (4 декабря 2017). Дата обращения: 17 декабря 2019. Архивировано 6 декабря 2019 года.
16. ↑  Киевский Premier Palace сменил многомиллионные убытки на прибыль. nv.ua. Новое время (22 марта 2018). Дата обращения: 17 декабря 2019.
17. ↑  Гавриш, Анатолий. Одно из последних легальных казино в Украине — в киевском отеле «Премьер Палас» — оказалось… подпольным. fakty.ua. Факты (4 октября 2011). Дата обращения: 26 февраля 2020. Архивировано 6 декабря 2019 года.
18. ↑  Киевский пятизвездочный отель "Премьер Палас" попался на подпольном казино. tsn.ua. ТСН (3 октября 2011). Дата обращения: 26 февраля 2020. Архивировано 6 декабря 2019 года.
19. ↑  "Премьер-Палас" оштрафовали на 7 млн гривен за казино. delo.ua. Delo.ua (11 ноября 2011). Дата обращения: 26 февраля 2020. Архивировано 26 февраля 2020 года.
20. ↑  Киевская гостиница "Премьер Палас" получила оценку "6 звезд" по классификации Seven Stars and Stripes. interfax.com.ua. Интерфакс-Украина (23 сентября 2009). Дата обращения: 7 декабря 2019. Архивировано 6 декабря 2019 года.
21. ↑  Веремеева, Татьяна. Рейтинг лучших отелей мира. ubr.ua. UBR (21 октября 2013). Дата обращения: 7 декабря 2019. Архивировано 6 декабря 2019 года.
22. ↑  Егорова, Марина. Ukrainian Hospitality Awards 2015. businesslife.today. BusinessLife.today (14 декабря 2015). Дата обращения: 7 декабря 2019. Архивировано 6 декабря 2019 года.
23. ↑  25 лучших отелей Украины по версии TripAdvisor. bit.ua (28 января 2015). Дата обращения: 7 декабря 2019. Архивировано 6 декабря 2019 года.